# Союз ТМ-24

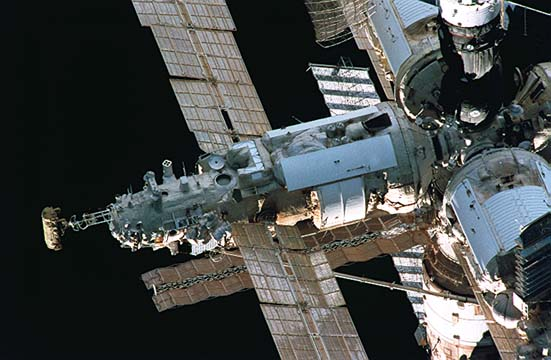
«Союз ТМ-24» пристыкован к базовому модулю (сверху справа)

«Союз ТМ-24» — российский транспортный пилотируемый космический аппарат из серии «Союз ТМ», на котором в 1996—1997 годах было осуществлено экспедиционное посещение (22-я основная экспедиция) орбитальной станции «Мир».

## Экипаж
С октября 1995 года по июль 1996 года проходила подготовка по программам 22-й основной экспедиции (ЭО-22), российско-американской экспедиции NASA-3 и «Кассиопея». В качестве командира основного экипажа готовился Геннадий Манаков, совместно с бортинженером Павлом Виноградовым, Джоном Блахой (специалист NASA, США) и Клоди Андре-Деэ (Эньере) (CNES, Франция). Однако, 9 августа 1996 года у Минакова, во время предполётного медицинского обследования, был обнаружен микроинфаркт миокарда задней стенки сердца. В результате чего 12 августа 1996 года российской части экипажа ЭО-22 была заменена на дублёров (в составе дублирующего экипажа: командир экипажа В. Корзун, бортинженер А. Калери, бортинженер-2 Дж. Линенджер (NASA, США) и космонавт-исследователь CNES Л. Эйартц).
Таким образом, 16 августа 1996 года на парадном заседании Госкомиссии к выполнению программы полета 22-й основной экспедиции на комплекс «Мир», а также программ «Кассиопея» и NASA-3/4/5, был утверждён следующий экипаж: командир — полковник Валерий Корзун, 1-й бортинженер — летчик-космонавт Александр Калери, 2-й бортинженер — астронавт NASA Джон Блаха, космонавт-исследователь CNES — Клоди Андре-Деэ. Виноградов и Эйартц отправлены в резерв.

### Экипаж старта
- (Роскосмос) Валерий Корзун (1)[2] — командир «Союза ТМ-24».
- (Роскосмос) Александр Калери (2) — бортинженер.
- (CNES) Клоди Андре-Деэ (1) — космонавт-исследователь.

### Экипаж возвращения
- (Роскосмос) Валерий Корзун (1).
- (Роскосмос) Александр Калери (2).
- (DARA) Райнхольд Эвальд (1).

## Выходы в космос
- 2 декабря 1996 года с 15:34 по 21:52 UTC (продолжительность 5 часов 58 минут); из ШСО «Квант-2».
- 9 декабря 1996 года с 13:50 по 20:28 UTC (продолжительность 6 часов 38 минут); из ШСО «Квант-2»[3].

## Динамические операции на орбите
- ТК «Союз ТМ-23»:
  - Расстыковка: 2 сентября 1996 в 04:20:00 UTC от модуля «Квант-2».
  - Посадка: 2 сентября 1996 в 07:42.
- ТКГ «Прогресс М-32» (11Ф615А55 № 232):
  - Стыковка: (повторная, находился в автономном полете) к модулю «Квант-2» 3 сентября 1996 года в 09:35.
  - Расстыковка: 20 ноября 1996 года в 19:48.
  - Включение ТДУ: 20 ноября 1996 года в 22:42.
- «Атлантис» (STS-79):
  - Старт: 16 сентября 1996 года в 08:55.
  - Стыковка: (на стыковочный узел СО) 19 сентября 1996 года в 03:13.
  - Расстыковка: 24 сентября 1996 года в 01:33.
  - Посадка: 26 сентября 1996 года в 12:13.
- ТКГ «Прогресс М-33» (11Ф615А55 № 233):
  - Старт: 19 ноября 1996 года в 23:21.
  - Стыковка: к модулю «Квант» 22 ноября 1996 года в 01:01.
  - Расстыковка: 6 февраля 1997 года в 12:14.
  - Включение ТДУ: 12 марта 1997 года в 02:35.
- «Атлантис» (STS-81):
  - Старт: 12 января 1997 года в 09:27.
  - Стыковка: на стыковочный узел СО 15 января 1997 года в 03:55.
  - Расстыковка: 20 января 1997 года в 02:16.
  - Посадка: 26 сентября 1996 года в 12:13.
- ТК «Союз ТМ-25»:
  - Старт: 10 февраля 1997 года в 14:10.
  - Стыковка: 12 февраля 1997 года в 16:51 к ПxO ББ

## Дополнительные факты

Спускаемый аппарат в городе Иваново

- Из-за того, что за 8 суток до старта экипаж «Союза ТМ-24» был заменён, эмблемы полёта (которые, кстати, вышивают в Голландии) было необходимо изменить (изменить фамилии российской части экипажа на Корзун и Калери). Поэтому вручали их экипажу уже после завершения экспедиции. Так появились раритетные эмблемы космических экипажей с фамилиями космонавтов, не летавших на «Союзе ТМ-24»: Минакова и Виноградова[4].
- 23 февраля 1997 года на ОК «Мир» произошла нештатная ситуация с системой обеспечения кислородом — случился 90-секундный пожар[5]. Пожар был ликвидирован, но случай рассмотрен и проанализирован, как в ЦУПе, так и специалистами CNES и NASA (на борту станции в тот момент находилось шесть человек: россияне В. Корзун, А. Калери, В. Циблиев и А. Лазуткин, немец Райнхольд Эвальд[6] и американец Джерри Линенджер[7]).
- 13 июля 2023 года спускаемый аппарата выставлен на всеобщее обозрение в городе Иваново в строящемся микрорайоне «Звездный».